# Рахимов, Раис Саитгалеевич
Раис Саитгалеевич Рахимов (родился 24 февраля 1942 г.) - российский ученый в области земледельческой механики, руководитель научной школы, доктор технических наук (1990), профессор (1992), заведующий кафедрой почвообрабатывающих и посевных машин (1993-2013) Южно-Уральского государственного аграрного университета (г. Челябинск).

## Биография
Родился 24 февраля 1942 в д. Бильгиш Аскинского района Башкирской АССР.
- 1959 г. окончил Урмиязовскую среднюю школу Аскинского района.
- 1959 - 1960 - кузнец Урмиязовского совхоза.
- 1960-1965 гг. - учеба на факультете механизации сельского хозяйства в Челябинском институте механизации и электрификации сельского хозяйства.
- 1965-1967 гг. - главный инженер Тюйского совхоза Аскинского р‑на.
- 1967-1970 - аспирант  кафедры почвообрабатывающих и посевных машин в в Челябинском институте механизации и электрификации сельского хозяйства.
- 1971-1993 гг. - ассистент, доцент, профессор кафедры почвообрабатывающих и посевных машин в в Челябинском институте механизации и электрификации сельского хозяйства позже Челябинский государственный агроинженерный университет (ЧГАУ), Южно-Уральский государственный аграрный университет (ЮУрГАУ).
- 1993–2016 гг. - заведующий кафедрой почвообрабатывающих и посевных машин ЧГАУ.
- 2002-2008 гг. - проректор по испытаниям ЧГАУ.
- 2002-2005 гг. - директор Уральского испытательного центра сельскохозяйственной техники (г. Челябинск).[2]

## Деятельность учёного, практика и педагога
Научные исследования посвящены разработке, совершенствованию технологий и машин для обработки почвы.
При участии Рахимова Р.С. созданы ресурсо-, энергосберегающие технологии возделывания сельскохозяйственных культур; разработано более 50 типов почвообрабатывающих и посевных машин, выпускаемых в России. Разработки внедрены на предприятиях России и стран СНГ. 
Автор более 250 научных работ и 34 изобретений, подготовил 22 кандидата наук и 5 докторов наук.

## Наиболее значимые научные работы
- Почвообрабатывающие и посевные машины : курс лекций – Челябинск : Южно-Уральский государственный аграрный университет, 2004. – 236 с.
- Основы проектирования сельскохозяйственных машин : курс лекций (для студентов фак. механизации) – Челябинск : Челяб. гос. агроинженер. ун-т, 2003. – 62 с.
- Система ведения агропромышленного производства Челябинской области на 1996-2000 гг : Рекомендации – Челябинск : Челябинский Дом печати, 1996. – 231 с.

## Признание
Заслуженный работник высшей школы РФ (2002)